# Gempolsari (Patokbeusi)
Gempolsari is een bestuurslaag in het regentschap Subang van de provincie West-Java, Indonesië. Gempolsari telt 8856 inwoners (volkstelling 2010).